# Joseph Anselme Louis Marchal
Joseph Anselme Louis Marchal est un homme politique né le 31 mars 1776 à Strasbourg (Alsace) et mort le 27 mai 1854 au même lieu.

## Biographie
Médecin à Strasbourg, il est député du Bas-Rhin en 1815, pendant les Cent-Jours.

## Sources
- « Joseph Anselme Louis Marchal », dans Adolphe Robert et Gaston Cougny, Dictionnaire des parlementaires français, Edgar Bourloton, 1889-1891 [détail de l’édition]